# Представнички дом Новог Зеланда
Представнички дом Новог Зеланда (енгл. New Zealand House of Representatives) је једини дом Парламента Новог Зеланда и де факто скупштина Новог Зеланда. Међутим, по вестминстерском систему и Монарх Новог Зеланда се убраја као посебан извршни орган Парламента. До 1950. године постојао је и Законодавни савет као горњи дом Парламента.
Представнички дом се састоји од 120 (или понекад 121) посланичких места. Нови Зеланд прати Вестминстерски систем управљања. Мандат парламента траје три године, што је један од најкраћих на свету.
Представнички дом је основан 1852. а 1947. је добио пуну контролу над Новим Зеландом од Уједињеног Краљевства Велике Британије и Северне Ирске.

## Изборни систем
Готово сви избори од 1853. до 1996. су одржани по већинском систему "један човек, један глас" (странка са већином гласова побеђује, није потребна апсолутна већина). Од 1930. политичком сценом доминирају две странке, Национална и Лабуристичка. Од 1996. у употреби је пропорционални изборни систем који се зове персонализовани пропорционални систем (енгл. Mixed-member proportional representation). По овом систему свако има два гласа, један за посланика за седамдесет изборних јединица (седам је резервисано за Маоре), а други за странку као листу. Преосталих 50 посланика се бира управо са листе, уз неопходност да партија освоји макар једну изборну јединицу или да пређе цензус за листу од пет процената да би имала право да уђе у парламент. Расподела посланика са листе врши се по Сент-Лагијевом систему.